# (15268) Wendelinefroger
(15268) Wendelinefroger to planetoida z pasa głównego asteroid. Została odkryta 18 listopada 1990 roku przez w Europejskim Obserwatorium Południowym przez Erica Elsta. Nazwa planetoidy pochodzi od Wendeline Froger (ur. 1948), zawodowej piosenkarki. W 2008 roku odkryto, że posiada towarzysza. Przed nadaniem nazwy planetoida nosiła oznaczenie tymczasowe (15268) 1990 WF3.

## Księżyc planetoidy
W październiku 2008 roku ogłoszono odkrycie naturalnego satelity tej planetoidy. Ma on średnicę ok. 1,5 km. Obydwa składniki obiegają wspólny środek masy w czasie 25,07 godziny. Odległość między nimi to ok. 18 km.